# ماري كريستين كولر
ماري كريستين كولر (بالإنجليزية: Marie Christine Kohler)‏ هي عاملة إجتماعية أمريكية، ولدت في 18 يوليو 1876 في شيبويغن في الولايات المتحدة، وتوفي بنفس المكان في 11 أكتوبر 1943.